# Układ glimfatyczny
Układ glimfatyczny – otwarty układ w funkcjonowaniu podobny do układu limfatycznego i pełniący jego funkcje, ale zarządzany przez komórki glejowe oraz znajdujący się wyłącznie w żywym mózgu u ssaków. Naczynia układu glimfatycznego oplatają naczynia układu krwionośnego w mózgu.  Funkcje limfy spełnia w nim płyn mózgowo-rdzeniowy.
Układ glimfatyczny jest systemem oczyszczającym mózg z toksyn powstałych w procesie oddychania komórkowego oraz dostarczającym do niego składniki odżywcze i białka. Pracuje on najintensywniej w czasie snu, usuwając odpady powstałe w czasie całego dnia działania mózgu oraz amyloidy.
W układzie glimfatycznym, który przestał spełniać swoje funkcje w wyniku starzenia się lub urazu, toksyny zaczynają zbierać się w mózgu tworząc złogi, co może przyczynić się do powstawania blaszek amyloidowych, które są obserwowane w wielu chorobach neurodegeneracyjnych. Chociaż nie poznano jeszcze pełnego zaangażowania tego układu w rozwój lub zahamowanie rozwoju chorób neurodegeneracyjnych, w doświadczeniach na genetycznie zmodyfikowanych myszach zauważono, że klirens amyloidu-beta u myszy bez genu Aqp4 jest mniejszy o 55 procent od klirensu tegoż amyloidu u myszy posiadających wyżej wymieniony gen.